# Cornelius Jantzen Cornelius (Werft)
Der Schiffszimmerbaas Cornelius Jantzen Cornelius stammte aus Hooksiel und hatte seit 1821 an der Geeste von der hannoverschen Regierung in Lehe ein Grundstück gepachtet. Im Pachtvertrag verpflichtete er sich, eine Helling für Neubauten zu erstellen und einen Platz für die Reparatur der auf der Weser eingesetzten Schiffe einzurichten. Dafür durfte er auf dem fünf Morgen großen Grundstück außer der „Schiffszimmerwerft“ ein Wohnhaus bauen und erhielt 5 Jahre das alleinige Schiffbauprivileg in diesem Gebiet.
C. J. C. Cornelius starb 1842, und sein Sohn, der den gleichen Namen wie sein Vater hatte, übernahm die Werft. Er war Schiffbaumeister, trat jedoch als Schiffbauer kaum in den Vordergrund, da er eine Gaststätte führte und aufgrund seiner musischen Begabung Theateraufführungen im Garten seiner Gaststätte organisierte. Die Werft wurde vorwiegend für Schiffsreparaturen genutzt, es wurden viele kleine Boote und Kähne gebaut. An Schiffen wurden bis 1844 neben einer Bark eine Galiot, eine Brigg und eine Schonerbrigg gebaut. Bald danach endet die Überlieferung zu Cornelius.